# Noordalbingië

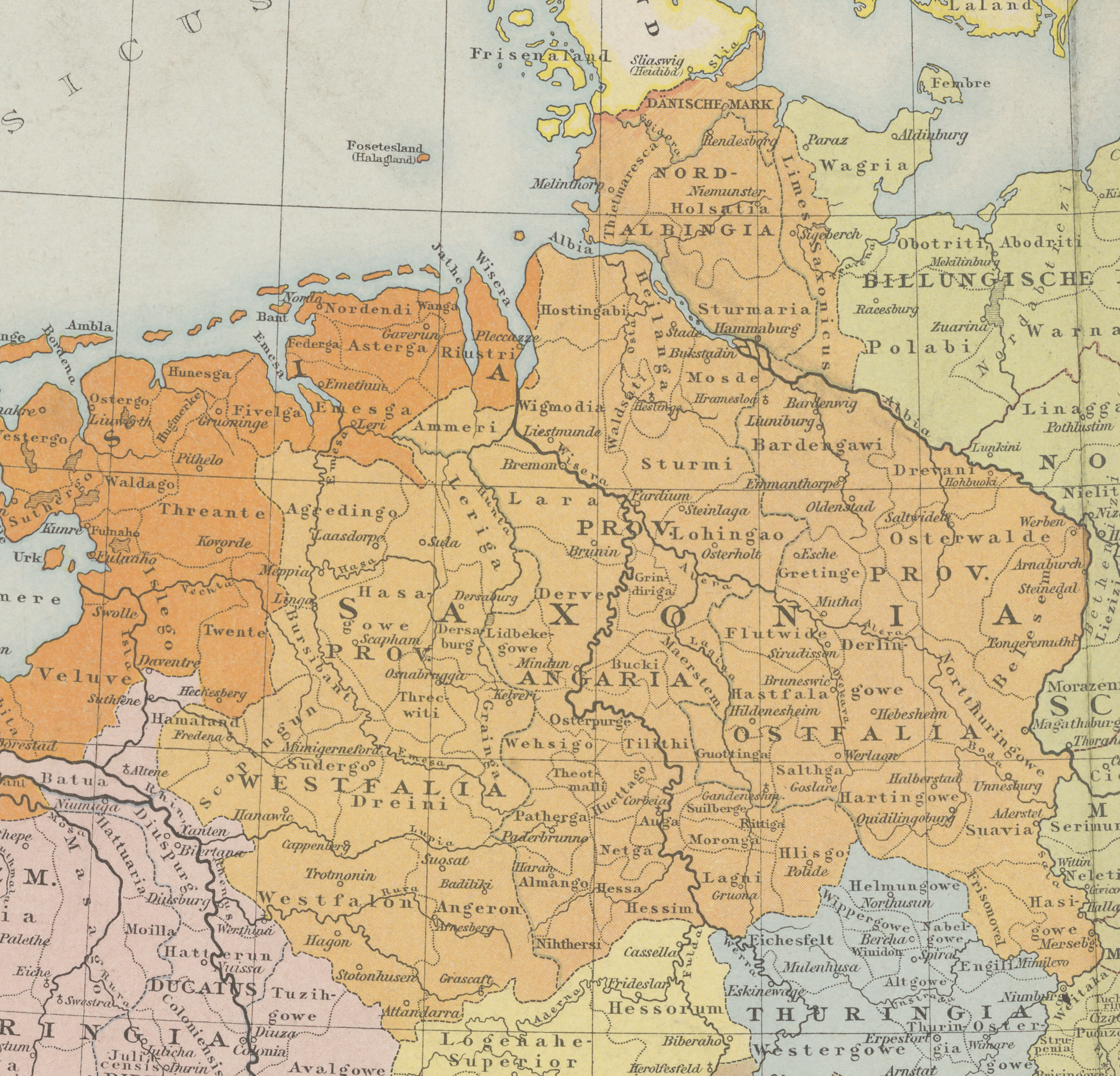
Hertogdom Saksen rond 1000, met Noordalbingië aangegeven

Noordalbingië (Latijn: Transalbingia) of Noord-Albingië, was een van de vier bestuurlijke deelgebieden, behorende tot het vroegmiddeleeuwse Stamhertogdom Saksen, de andere gebieden waren Angrivaria, Oostfalen en Westfalen. De ligging valt ongeveer samen met het huidige Holstein, inclusief Hamburg, in Duitsland. Het begrip Albingië is een verbastering van het woord Elbe naar het volkslatijn, Albis. De samengestelde naam Noordalbingië betekent "gebied ten noorden van (rivier) de Elbe".
Reeds voor de vorming van een samenhangend groter stamverband der Saksen in de tweede en derde eeuw na Chr., werd het gebied ten noorden van de Elbe bewoond door de oudere, kleinere stam van de Saksen, die zijn naam aan het grotere stamverband leende.
Vanaf de zevende eeuw na Chr. koloniseerden Slavische stammen de streek ten noorden en oosten van de Elbe, en bevolkten de Slavische Abodrieten het oosten van Noordalbingië.
Karel de Grote begon 772 met de verovering van Saksen, als eerste overwon hij de Oostsaksen en hun leider Hassio en de Angrivaren onder leiding van Bruno. In 776 versloeg Karel ook de Westfalen, maar hun leider dux Widukind wist te ontkomen, hij vluchtte naar de Nordmannen, waarmee Noordalbingië bedoeld kan zijn maar ook Denemarken.
In 804 verleende Karel de Grote de Abodrieten, in ruil voor militaire steun aan hem in de Saksenoorlogen, het recht zich te vestigen in Noordalbingië. In 810 echter verschoof Karel de Grote de Frankische rijksgrens noordwaarts tot aan de Eider, ten koste derhalve van het aan de Abodrieten overgedragen gebied. Het duurde nog tot in de Late Middeleeuwen, voor plaatselijke Holsteinse graven dit gebied daadwerkelijk onder controle kregen.